# Магнат, Наталья Яковлевна
Наталья Яковлевна Магнат (5 ноября 1954, Москва — 18 октября 1997, Москва) — советский и российский переводчик с английского языка, автор работ по литературной критике и эстетике, руководитель подпольных леворадикальных организаций «Левая школа» и НКПСС.

## Биография
Родилась в семье скрипача и врача-педиатра. Окончила Московский государственный педагогический институт им. В. И. Ленина (МГПИ) по специальности «преподаватель английского и немецкого языков». В конце 1970-х — первой половины 1980-х годов работала в Росинформкультуре. После начала перестройки профессионально занялась переводами художественной литературы. Ею, в частности, переведены произведения Олдоса Хаксли, Генри Каттнера, Роджера Желязны, Дугласа Адамса, Глена Кука, Джорджа Р. Р. Мартина, Джека Вэнса, Гордона Диксона, Бертрама Чандлера, Конни Уиллис, Роджера Макбрайда Аллена, Терри Брукса, Майкла Суэнвика, Пола Ди Филиппо и других; многие из переводов неоднократно переиздавались.
В декабре 1972 — январе 1973 года основала (совместно с учившимися вместе с ней в МГПИ Ольгой Бараш и Инной Окуп) подпольную леворадикальную группу «Левая школа» и фактически её возглавила, став теоретиком группы. В сентябре 1974 года «Левая школа» объединилась с другой подпольной леворадикальной группой — Партией новых коммунистов (ПНК). Объединённая организация приняла название «Неокоммунистическая партия Советского Союза» (НКПСС). Н. Магнат вошла во временное руководство НКПСС — «пятёрку», взяв на себя общее руководство и часть теоретической работы (вопросы эстетики). Написанные в этот период работы Н. Магнат по вопросам революционной эстетики не сохранились, так как были сожжены в январе 1975 года вместе со всем архивом НКПСС.
После того, как в январе 1975 года часть московской организации НКПСС, исторически происходившая из ПНК, была разгромлена КГБ, Н. Магнат взяла на себя руководство не провалившейся частью НКПСС и, уведя организацию в ещё более глубокое подполье, сохранила её от полного разгрома — до момента, пока в 1977—1978 годах не началось восстановление партии.
Вероятно, сильный длительный стресс, который перенесла в связи с этими событиями Н. Магнат, спровоцировал у неё тяжёлое заболевание — болезнь Крона. В последующие годы Н. Магнат перенесла две тяжёлые хирургические операции по удалению пораженных отделов толстого кишечника и, в конце концов, умерла от болезни Крона, не найдя денег на следующую операцию.